# Leipzig-Plagwitz Industriebahnhof
Der Bahnhof Leipzig-Plagwitz Industriebahnhof war ein Güterbahnhof im Stadtteil Plagwitz von Leipzig. Der Bahnhof diente zuletzt als Ziel- und Rangierbahnhof für die zahlreichen Industriebetriebe in Leipzig-Plagwitz und Leipzig-Lindenau. Bis 1907 wurde er auch für den Personenverkehr in Richtung Gaschwitz und Hof genutzt.

## Geschichte
Der Leipziger Industriepionier Carl Heine ließ in Plagwitz auf Basis eines Gleisanschlussvertrages, ausgehend vom preußischen Bahnhof Plagwitz-Lindenau, zeitweise auch als Zeitzer Bahnhof bezeichnet, insgesamt 37 Industrieanschlüsse legen und drei öffentliche Ladestellen für Firmen ohne Gleisanschluss bauen. Die Anschlüsse und Ladestellen waren mit 15 Industrie- und Verbindungsbahnen an den Bahnhof angebunden. Am 1. September 1879 wurde Plagwitz mit der Inbetriebnahme der Gaschwitzer Eisenbahn auch an das Königlich Sächsische Eisenbahnnetz angeschlossen, das private Netz der Anschlussbahnen ging am 1. April 1886 in den Besitz der sächsischen Staatseisenbahnen über. Die sächsische Staatseisenbahn errichtete gegenüber dem preußischen Bahnhof Plagwitz-Lindenau einen großen Güterbahnhof und ein kleines Empfangsgebäude für den Personenverkehr. Bedingt durch die unterschiedlichen Bahnverwaltungen entstanden in Plagwitz, ähnlich wie im Leipziger Hauptbahnhof, getrennte Netze der Preußischen Staatseisenbahnen und der Königlich Sächsischen Staatseisenbahnen. Der Bahnhof diente als Übergabebahnhof an die preußische Bahnverwaltung für den Güterverkehr aus beziehungsweise nach Süden und Westen. 1899 war Plagwitz-Lindenau mit einem Jahresumschlag von 739 665 Tonnen der größte Güterbahnhof in Leipzig. Auf sächsischer Seite waren 1916 inklusive der Ladestellen allein 86 Beamte, Arbeiter, Weichenwärter, Lokführer und Helfer beschäftigt.
1907 wurde die Gaschwitzer Eisenbahn zur Hauptbahn umgebaut und in den preußischen Bahnhof eingebunden. Der Personenverkehr im sächsischen Bahnhof wurde eingestellt. Nach der Gründung der Deutschen Reichsbahn 1920 wurden der preußische und der sächsische Bahnhof zusammengefasst. Der sächsische Teil des Bahnhofs Plagwitz-Lindenau trug vom 1. Juli 1911 bis Oktober 1920 den Namen Plagwitz-Lindenau Sächsischer Staatsbahnhof und bis 1922 den Namen Plagwitz-Lindenau Industriebahnhof. Seit dem 1. Juni 1922 heißt er Leipzig-Plagwitz Industriebahnhof.
Bis Anfang der 1990er Jahre diente der rund 1600 Meter lange und 25 Hektar umfassende Güterbahnhof dem Güterumschlag für das Industriegebiet Plagwitz-Lindenau. Insgesamt 20 Anschlussbahnen (PI bis PXX) erschlossen eine große Zahl an Gleisanschlüssen mit den Nummern A1 bis A100.
Als Knotenbahnhof war er mit Ablaufberg, Rangiergleisen sowie Abstell- und Ladegleisen ausgestattet.
Der Betrieb des Güterbahnhofs wurde 2004 endgültig eingestellt, 2006 begann der Abbau der Gleisanlagen. Der letzte verbliebene Anschließer Kirow Ardelt, der wegen seines Produktionsprofils auf einen Gleisanschluss nicht verzichten kann, wurde mit der neuen Ausweichanschlussstelle Brünner Straße an die S-Bahn-Strecke 6052 nach Miltitzer Allee angebunden.
Die wenigen Überreste sind in der seit 2012 angelegten Grünfläche „Plagwitzer Urban-Wald“ sowie der angrenzenden Freizeit- und Erholungsfläche erhalten.

## Bahnbetriebswerk

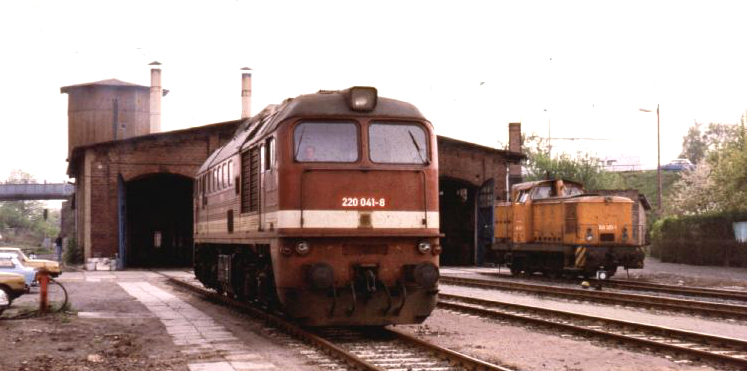
Schuppen I des ehemaligen Bw Leipzig-Plagwitz

Das Bahnbetriebswerk wurde 1935 durch die Deutsche Reichsbahn gegründet und verfügte über zwei Lokschuppen, einen im ehemaligen sächsischen und einen im ehemaligen preußischen Teil des Bahnhofs. Der ehemalige preußische Lokschuppen westlich der Bahnstrecke Leipzig–Probstzella hat vier Stände und wurde als Schuppen 1 bezeichnet. Er diente zunächst der Abstellung und Behandlung von Streckenlokomotiven, später auch von Rangierlokomotiven. Die Zufahrt erfolgte über eine 16-Meter-Drehscheibe der Firma Krüger, Krage und Co. In den 1950er Jahren übernahm ein dieselelektrischer Raupendrehkran die bis dahin notwendige Handbekohlung. Ein Bockkran diente der Schlackeverladung, die Besandung erfolgte von Hand. Östlich des Güterbahnhofs befindet sich das ehemalige sächsische Heizhaus, von nun an Schuppen 2 genannt. Hier erfolgte die Behandlung von Dampflokomotiven auf sechs Ständen, je zwei teilten sich ein Schuppentor. Es gab eine Auswaschanlage und eine druckluftbetriebene Achssenke. Die Behandlungsanlagen auf der sächsischen Seite wurden ab 1969 nicht mehr genutzt und durch eine Tankanlage ersetzt, die noch bis 1991 in Betrieb war.

Zur Länderbahnzeit waren in Plagwitz Preußische T 3 und T 9 beheimatet. Ende der 1920er Jahre kamen durch die Elektrifizierung der Berliner S-Bahn freigewordenen preußische T 11 und T 12 nach Plagwitz und bedienten die Strecken nach Gaschwitz und Pörsten. Den Rangier- und Güterzugdienst versahen T 14.1, T 16 und T 16.1. Nach 1945 übernahmen G 8.1 (Baureihe 55) den Hauptverkehr. Weiterhin kamen nach dem Krieg auch Lokomotiven der Reihe 86 zum Bahnbetriebswerk und wickelten zusammen mit der T 14.1 den Personenverkehr ab. Doch schon um 1955 wurde als letzte Lokomotive dieser Baureihe die 86 800 abgegeben. Fabrikneue Lokomotiven der Baureihe 83 übernahmen den Zugverkehr. Zunächst stand die 83 1002 zur Verfügung, später folgten dann noch die 83 1017–83 1020. Die ab 1957 eingesetzten 83 1001 wurde 1962 nach Haldensleben abgegeben. 1965 erfolgte die Übernahme der 83 1009 vom Bahnbetriebswerk Altenburg. Die Lokomotiven dieser Reihe wurde bis 1967 eingesetzt, als letzte wurden die 83 1009 und 1018 nach Torgau abgegeben. Nachdem die letzten T 12 und T 14.1 aus dem Bahnbetriebswerk Leipzig-Plagwitz abgezogen waren, wurden ab etwa 1963 hauptsächlich Lokomotiven der Baureihen 55, 83 und 94 eingesetzt, letztere meist nur im Rangierdienst. Die G 8.1 waren nach dem Krieg die dominierenden Lokomotiven auf der Strecke nach Pörsten. Um 1965 gehörten noch etwa 50 Maschinen über kürzere oder längere Zeit zum Bahnbetriebswerk. Ab 1968 wurden viele Maschinen abgestellt und durch noch betriebsfähige Lokomotiven aus anderen Bahnbetriebswerken ersetzt. Ab 1965 wurden die schwächer besetzten Personenzüge nach Pörsten auch mit Leichtverbrennungstriebwagen (LVT) gefahren.

Bis Ende 1963 war Leipzig-Plagwitz ein eigenständiges Betriebswerk, ab 1964 wurde es Einsatzstelle des Bw Leipzig-Wahren. Die Aufgaben der Einsatzstelle umfassten zuletzt im Güterzugdienst mit Lokomotiven der Reihe 120 und im Rangierdienst mit der Reihe 106. Ende der 1980er Jahre besetzten Plagwitzer Personale auch eine Elektrolokomotive der Reihe 242.
Die Dampflokunterhaltung erfolgte ab 1964 in Leipzig-Wahren und die Werkstatt in Plagwitz wurde geschlossen. 1991 wurde die Drehscheibe vor dem Schuppen 1 ausgebaut, der Schuppen 2 diente dem Oberbauwerk Leipzig als Maschinenschuppen. Der Personaleinsatz wurde mit Ausnahme einiger Rangierlokführer von Leipzig-Wahren übernommen. Mit der Bildung von DB Cargo entfiel auch dieses und es kamen nur noch gelegentlich zwei V60 zum Rangieren nach Plagwitz.

Seit 1995 beherbergt der ehemalige preußische Schuppen das Eisenbahnmuseum Bayerischer Bahnhof zu Leipzig.

## Ausgewählte Anschlussbahnen
| Nummer         | Streckenverlauf                                                                                  | Bild |
| -------------- | ------------------------------------------------------------------------------------------------ | ---- |
| PI             | Leipzig-Plagwitz – Ladestelle III, Gutsmuthsstraße (heute Henriettenpark)                        |      |
| PV             | Leipzig-Plagwitz – Ladestelle I, Industriestraße                                                 |      |
| PVIII          | Leipzig-Plagwitz – Ladestelle II Gleisstraße, Anbindung Bahnstrecke Leipzig-Connewitz–Plagwitz   |      |
| PX, später PLi | Leipzig-Plagwitz – Ladestelle Lindenau, siehe auch Bahnstrecke Leipzig-Plagwitz–Leipzig-Lindenau |      |

## Gegenwart
Mit dem Zusammenbruch der Industrie im Leipziger Westen verlor der Güterbahnhof seine Funktion. Im Rahmen der städtebaulichen Entwicklung wurde das Gelände teilweise zu einem städtischen Grünzug umgestaltet. Einige ehemalige Anschlussbahnen wurden zu begrünten Rad- und Fußwegen umgebaut, auf den Flächen der Ladestellen entstanden Parkanlagen. Ein ehemaliges Gebäude ist zur Wohnnutzung umgewidmet worden. Ein weiterer Teil des Geländes gehört einer privaten Eigentümerin, die dort bauen will. Derzeit besteht jedoch kein Baurecht (Stand: April 2024).

## Galerie

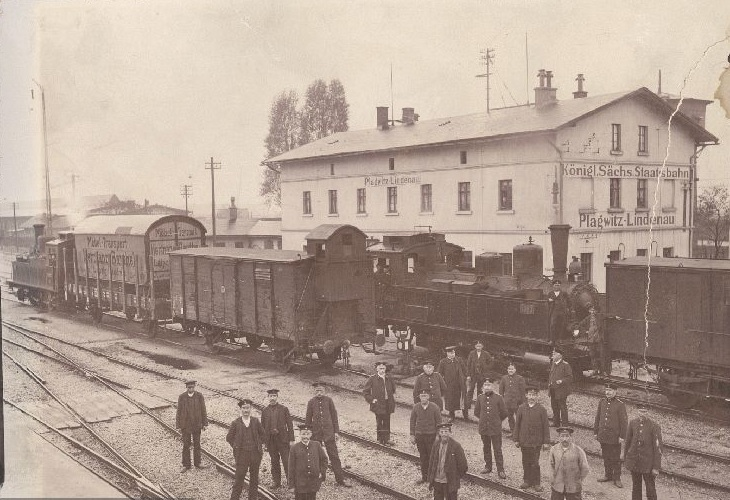
Bahnhof Plagwitz-Lindenau, Königlich Sächsische Staatsbahn, um 1890
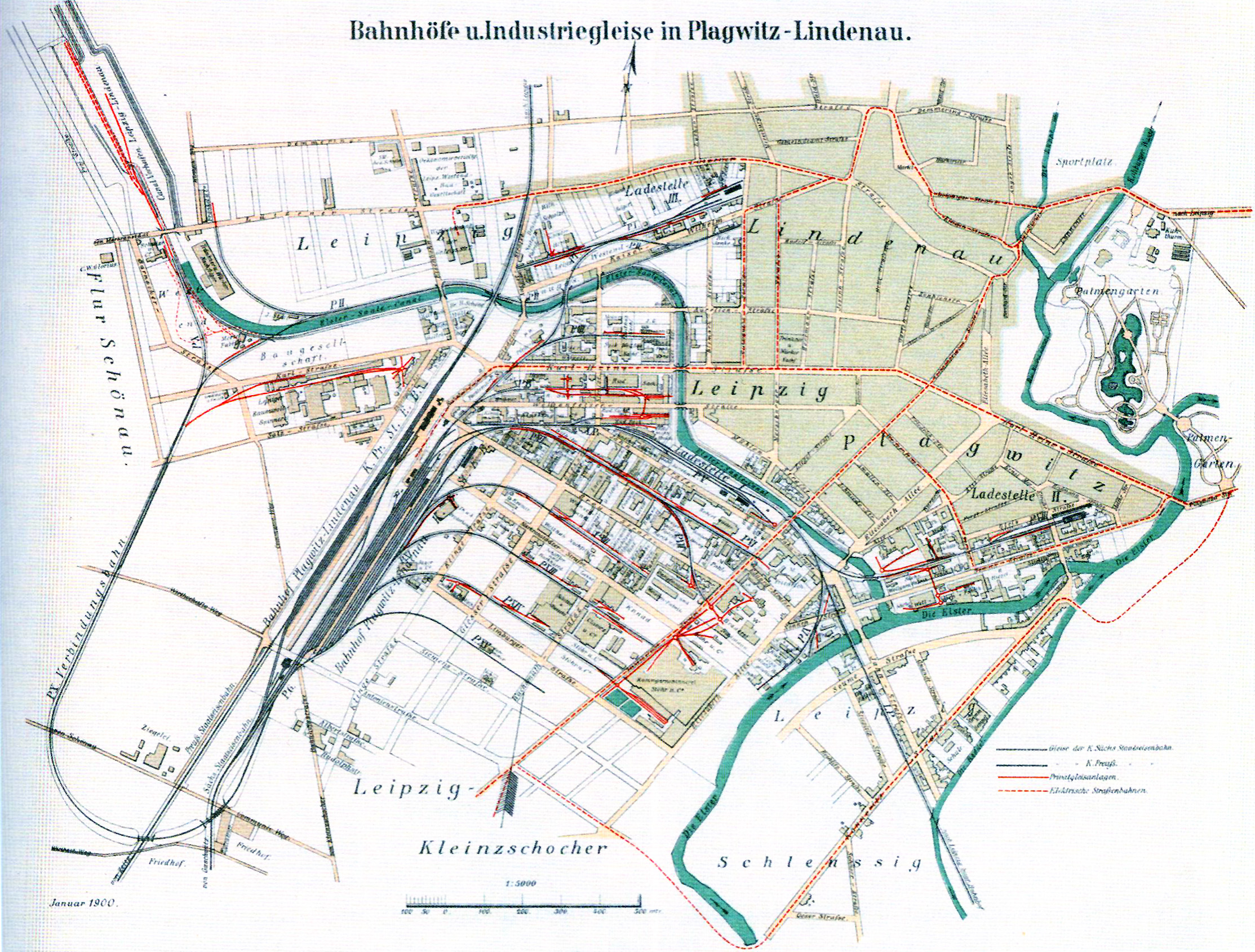
Bahnhöfe und Industriegleise in Plagwitz-Lindenau (1900)
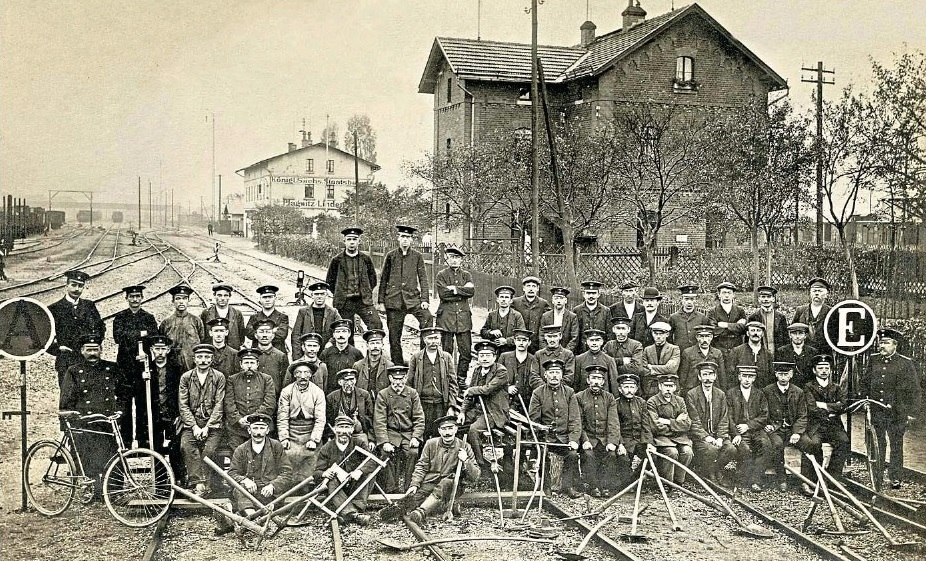
Bahnhof Plagwitz-Lindenau, Sächsische Staatsbahn, um 1890
Eine T 9.3 in Leipzig-Plagwitz, 1912
Der sächsische Teil des Güterbahnhofs Plagwitz von der Antonienbrücke, um 1918
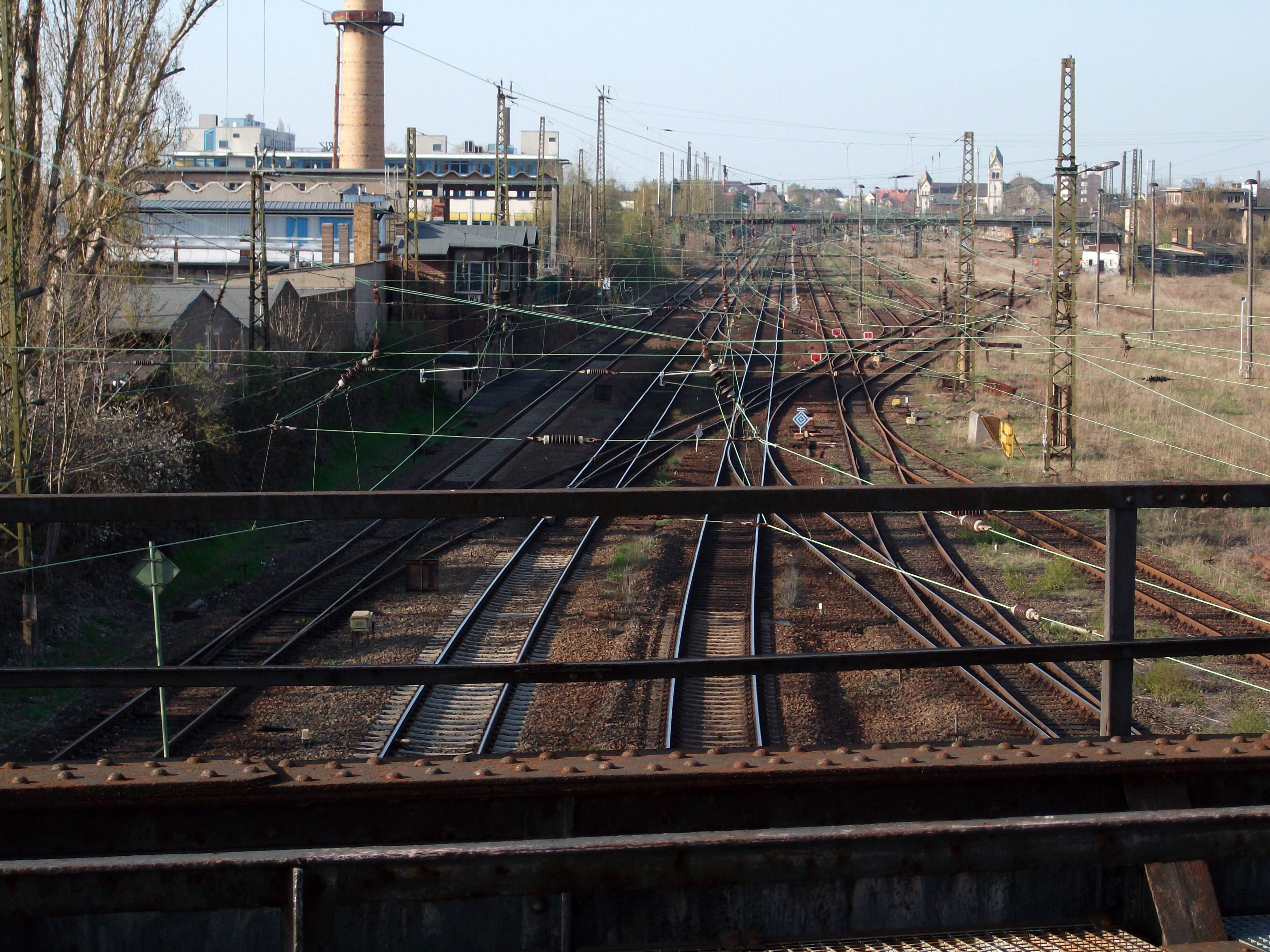
Der preußische Güterbahnhof von der Schwartzebrücke, 2010
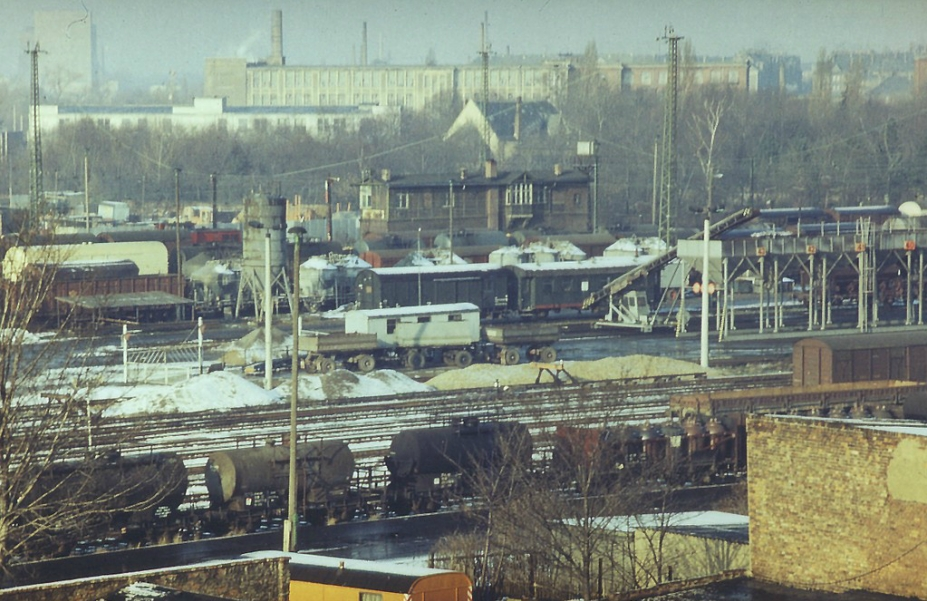
Blick auf den Güterbahnhof
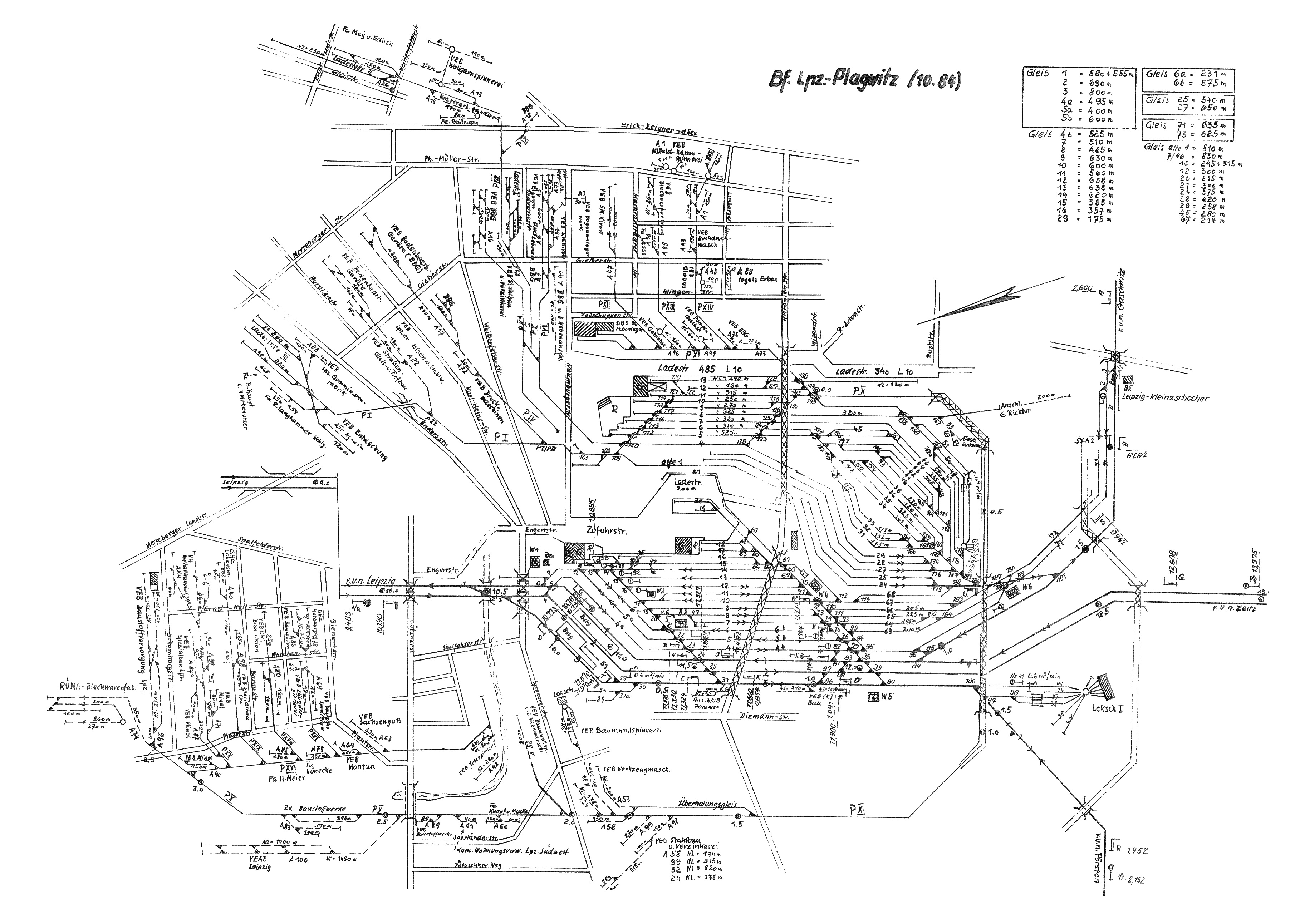
Gleisplan des Bahnhofs Leipzig-Plagwitz km 10,84
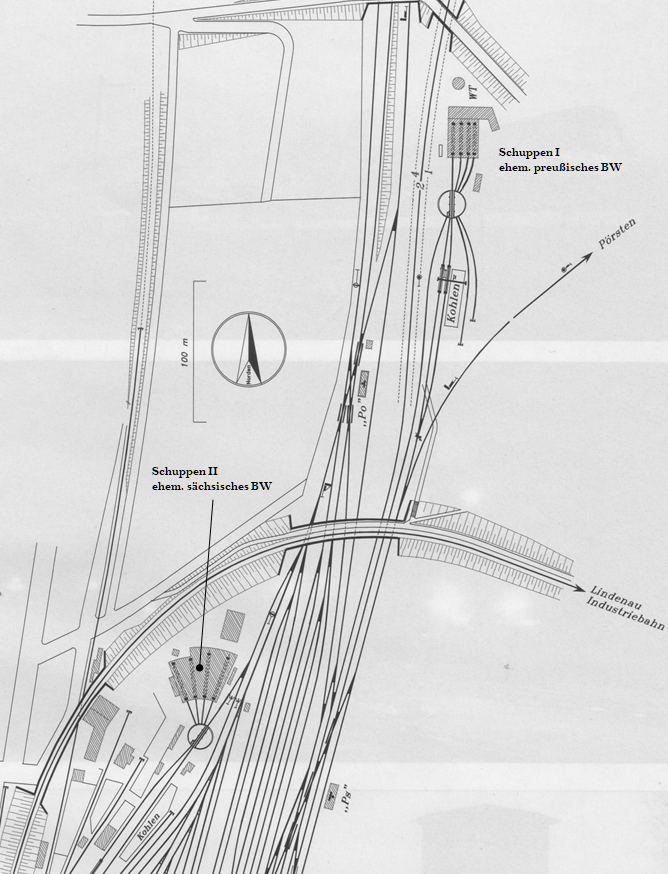
Lageplan des Bw Leipzig-Plagwitz
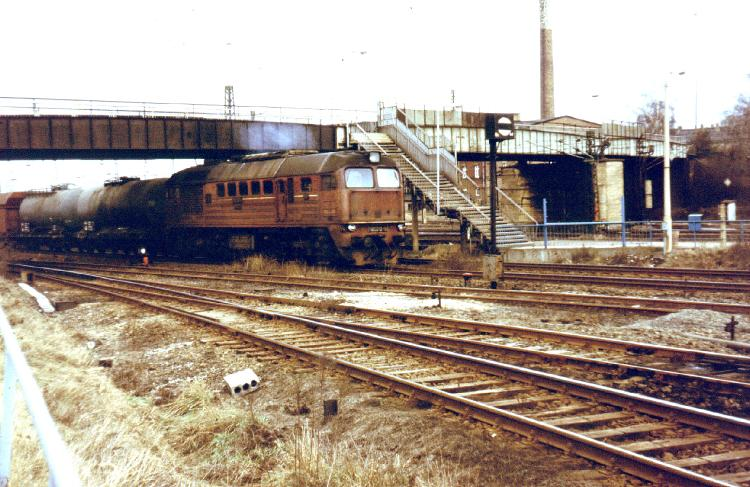
Fußgängerbrücke Leipzig-Schwartzestraße, dahinter die Überführung der PX.
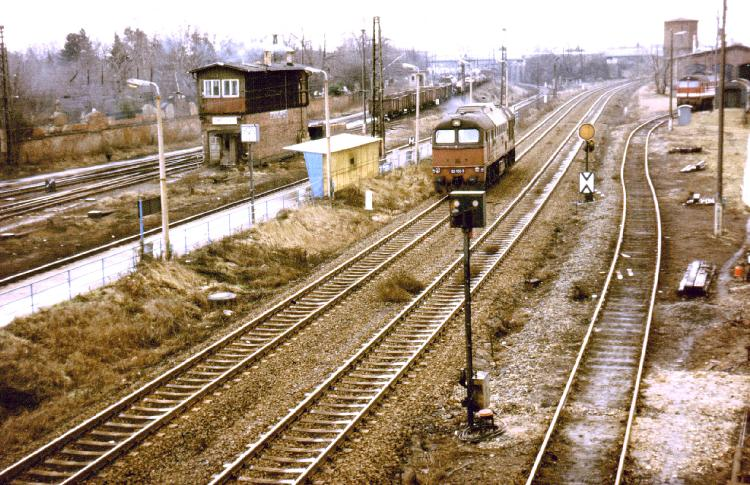
Hp Leipzig-Schwartzestraße, Blick auf Ablaufberg und Bw

## Trivia
In seinem Film Alfred wie auch in anderen Filmen der Reihe Leipzig-Filme verwendet der Regisseur Andreas Voigt lange Kamerafahrten und Aufnahmen von Güterzügen auf den Industriegleisen von Plagwitz, um einen Eindruck von der Industrielandschaft Plagwitz zu vermitteln.
1992 drehte die Band Die Fantastischen Vier das Musikvideo für den Titel Die da!?! in Plagwitz und verwendete hierfür unter anderem den Bahnübergang Gießerstraße von Stammgleis PVI als Aufnahmeort.